# Brigitte Sy

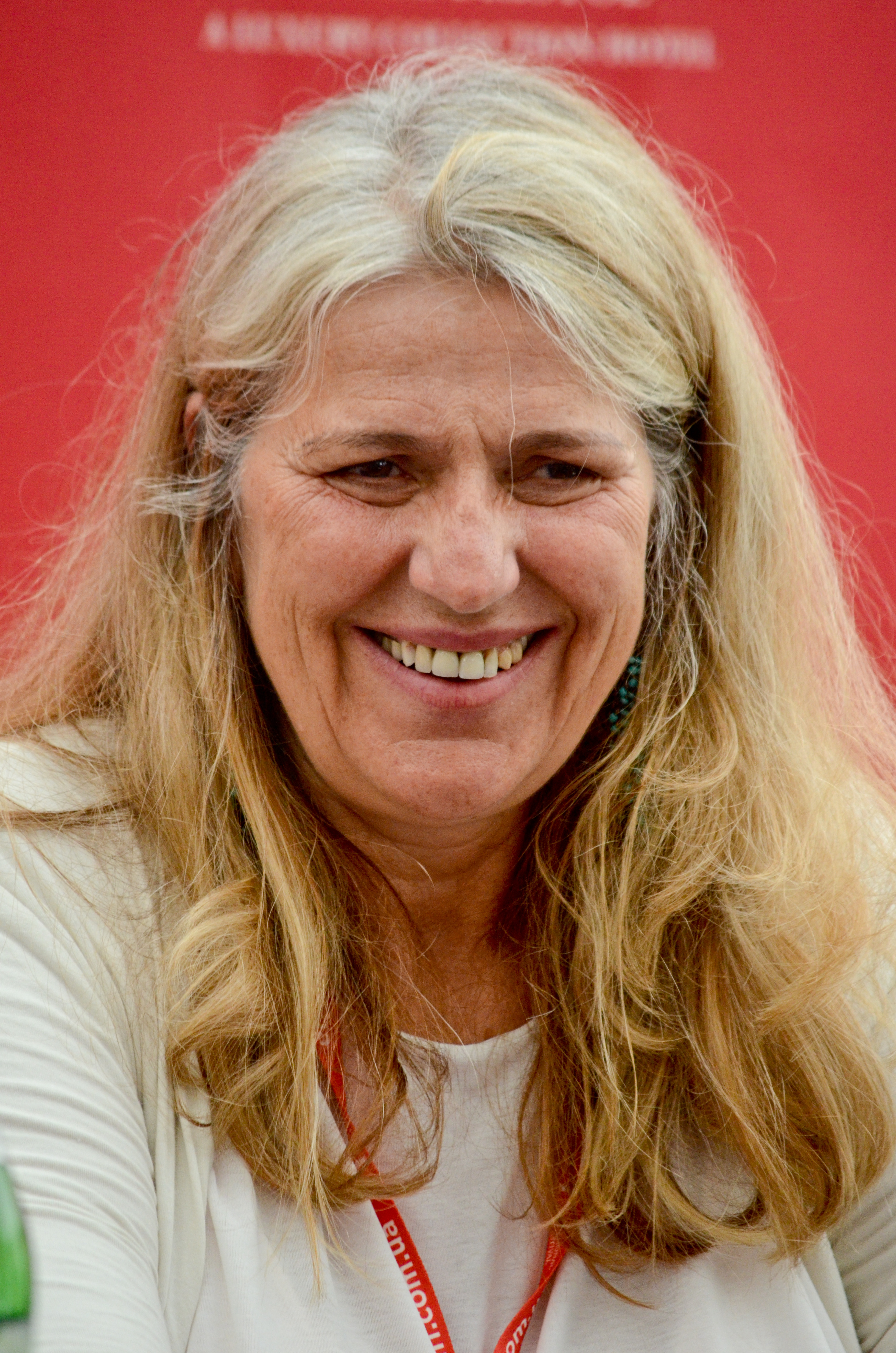
Brigitte Sy (2015)

Brigitte Sy (* 26. Januar 1956 in Paris) ist eine französische Schauspielerin, Regisseurin und Drehbuchautorin. Ihr erster Film als Regisseurin, Les Mains libres, wurde 2011 auf der Berlinale gezeigt. Sie spielte oft in den Filmen ihres Ex-Partners Philippe Garrel und ist die Mutter von Louis und Esther Garrel.

## Leben und Wirken
Schon in jungen Jahren interessierte sich Sy fürs Theater. Sie machte in Frankreich einen Abschluss in Schauspielerei und vertiefte ihre Studien in Montreal und New York. Zurück in Frankreich hatte sie 1979 ihr Filmdebüt in Die Aussteigerin von Daniel Duval. Parallel wirkte sie in Theaterstücken mit. Ab Mitte der 1980er-Jahre war sie oft in Filmen von Philippe Garrel zu sehen, an denen sie teilweise auch als „Script Girl“ und Co-Drehbuchautorin beteiligt war. Mit Garrel hat sie zwei Kinder, die beide Schauspieler sind. Sy spielte in vielen weiteren Filmen mit und lehrte später als Schauspiellehrerin.
Erst spät wechselte Sy auf die andere Seite der Kamera: Ihr erster Film als Regisseurin entstand 2008. In dem Kurzfilm L’Endroit idéal verfilmte sie eigene Erfahrungen: Sy hatte zehn Jahre Workshops in Gefängnissen gegeben und während eines Filmprojekts eine Beziehung mit einem der beteiligten Insassen begonnen. Später flossen diese Erlebnisse auch in den Langfilm Les mains libres ein.
Bei dem Häftling, mit dem sie eine Liebesbeziehung hatte, infizierte Sy sich mit dem HI-Virus. Ihre Erkrankung thematisierte Sy 2009 in dem Kurzfilm Meeresfrüchte, der anlässlich des zwanzigjährigen Jubiläums der Initiative Act Up Paris von Arte ausgestrahlt wurde. Auch die stark autobiografisch geprägten Hauptfiguren von L’Endroit idéal und Les mains libres sind HIV-positiv.
2018 war Sy eine der 100 Unterzeichnerinnen eines offenen Briefes in Le Monde, der sich kritisch mit der #Metoo-Bewegung auseinandersetzte. Zusammen mit Mitstreiterinnen wie Brigitte Bardot, Catherine Deneuve und Catherine Millet setzte sie sich „für die Freiheit, aufdringlich werden zu dürfen“ und gegen ein „totalitäres Klima“ die Sexualität betreffend ein.

## Filmografie

### Als Schauspielerin (Auswahl)
- 1979: Die Aussteigerin (La dérobade) – Regie: Daniel Duval
- 1984: Freiheit, die Nacht (Liberté, la nuit) – Regie: Philippe Garrel
- 1984: Triaden des Kusses (Les baisers de secours) – Regie: Philippe Garrel
- 1991: Ich hör' nicht mehr die Gitarre (J'entends plus la guitare) – Regie: Philippe Garrel
- 1991: Zauber der Venus (Meeting Venus) – Regie: István Szabó
- 1997: Genealogien eines Verbrechens (Généalogies d'un crime) – Regie: Raoul Ruiz
- 1991: Brennender Asphalt (Ma 6-T va crack-er) – Regie: Jean-François Richet
- 2005: Unruhestifter (Les amants réguliers) – Regie: Louis Garrel
- 2008: Versailles – Regie: Pierre Schoeller
- 2014: Vie sauvage – Regie: Cedric Kahn
- 2017: Tout nous sépare – Regie: Thierry Klifa
- 2017: The Great Pretender – Regie: Nathan Silver
- 2018: Der Glanz der Unsichtbaren (Les invisibles )  – Regie: Louis-Julien Petit
- 2017–2019: Black Spot (Zone Blanche)  – Fernsehserie
- 2021–2022: L’Opéra – Dancing in Paris (L’Opéra) – Fernsehserie

### Als Regisseurin/Drehbuchautorin
- 2008: L’Endroit idéal (Kurzfilm; Regie und Drehbuch)
- 2009: Fruits de Mer (Kurzdoku fürs TV; Regie und Drehbuch)
- 2010: Les Mains Libres (Spielfilm; Regie und Drehbuch)
- 2015: Das Sprungbein (L'astragale) (Spielfilm; Regie und Drehbuch)
- 2015: La Promenade du diable (Kurzfilm; Regie und Drehbuch)
- 2016: Les Ogres (Spielfilm; Drehbuch)

## Auszeichnungen und Nominierungen
- 2015: Nominierung für den Arri/Osram Award des Münchner Filmfests für L’astragale
- 2016: Louis-Delluc-Preis für Les Ogres[12]
- 2017: Nominierung für den Prix Lumières für Les Ogres (zusammen mit Léa Fehner und Catherine Paillé)